# Tom Kostopoulos
Thomas „Tom“ Kostopoulos (* 24. Januar 1979 in Mississauga, Ontario) ist ein ehemaliger kanadischer Eishockeyspieler. Der Flügelstürmer absolvierte über 600 Spiele für die Pittsburgh Penguins, Los Angeles Kings, Montréal Canadiens, Carolina Hurricanes, Calgary Flames und New Jersey Devils in der National Hockey League. Den Großteil seiner aktiven Laufbahn verbrachte er allerdings in der American Hockey League, in der er über 800 Partien absolvierte.

## Karriere

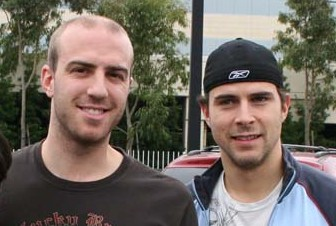
Tom Kostopoulos (rechts) zusammen mit Mathieu Garon

Der 1,83 m große Flügelstürmer begann seine Profikarriere bei den London Knights in der kanadischen Juniorenliga OHL, bevor er beim NHL Entry Draft 1999 als 204. in der siebten Runde von den Pittsburgh Penguins ausgewählt (gedraftet) wurde.
Zunächst wurde der Kanadier griechischer Abstammung bei den Wilkes-Barre/Scranton Penguins, einem Farmteam in der American Hockey League, eingesetzt, in der Saison 2001/02 gab er schließlich sein NHL-Debüt für die Pittsburgh Penguins. Erst in der Spielzeit 2003/04 stand er dabei jedoch regelmäßig im Kader der Penguins. Nach der Saison wurde er als Free Agent von den Los Angeles Kings verpflichtet. Dort konnte der Rechtsschütze jedoch aufgrund des NHL-Lockouts nicht zum Einsatz kommen, sodass er das erste Jahr beim Kooperationspartner der Kings, den Manchester Monarchs, in der AHL verbrachte. Ab der Spielzeit 2005/06 stand Kostopoulos schließlich für die LA Kings in der NHL auf dem Eis, zur Saison 2007/08 unterschrieb er einen Vertrag bei den Montreal Canadiens. Am 22. Januar 2008 erzielte Tom Kostopoulos beim 8:2 gegen die Boston Bruins einen Gordie Howe Hattrick, das Kunststück, in einem Spiel jeweils ein Tor, eine Vorlage und einen Kampf, der mindestens mit einer fünfminütigen Zeitstrafe bestraft wird, zu verbuchen.
Im November 2010 wurde er gemeinsam mit Anton Babtschuk für Ian White und Brett Sutter zu den Calgary Flames transferiert. Die Saison 2012/13 begann Kostopoulos bei den Wilkes-Barre/Scranton Penguins, welche den Flügelstürmer im Januar 2013 mit einem Kontrakt ausstatteten. Am 6. März 2013 wurde er – auf der Waiverliste befindlich – von den New Jersey Devils verpflichtet. Dort absolvierte der Angreifer seine letzten 15 NHL-Spiele, bevor er zur folgenden Saison zu den Wilkes-Barre/Scranton Penguins in die AHL zurückkehrte. In den folgenden fünf Saisons führte er das Team als Kapitän an und wurde 2016 für seine Hingabe und Sportlichkeit mit dem Fred T. Hunt Memorial Award geehrt. Nach der Spielzeit 2017/18 erklärte er seine aktive Karriere für beendet.

### Sonstiges
Am 11. Februar 2008 wurden Kostopoulos und sein Teamkollege Ryan O’Byrne vor einem Nachtclub in Tampa, Florida nach einem Taschendiebstahl festgenommen. O’Byrne wurde dabei des Diebstahls beschuldigt, Kostopoulos wurde wegen Widerstand gegen die Staatsgewalt festgenommen. Beide wurden kurze Zeit später auf Kaution freigelassen. Am 22. Februar stellte die Polizei die Ermittlungen gegen Kostopoulos ein, nachdem dieser in einem Entschuldigungsschreiben erklärt hatte, Sozialstunden ableisten zu wollen.

## Erfolge und Auszeichnungen
- 2002 AHL All-Star Classic
- 2015 AHL All-Star Classic
- 2016 Fred T. Hunt Memorial Award

## Karrierestatistik
(Legende zur Spielerstatistik: Sp oder GP = absolvierte Spiele; T oder G = erzielte Tore; V oder A = erzielte Assists; Pkt oder Pts = erzielte Scorerpunkte; SM oder PIM = erhaltene Strafminuten; +/− = Plus/Minus-Bilanz; PP = erzielte Überzahltore; SH = erzielte Unterzahltore; GW = erzielte Siegtore; 1 Play-downs/Relegation; Kursiv: Statistik nicht vollständig)